# The Singles (album de Clash)
Pour les articles homonymes, voir The Singles.
Albums de The Clash
Clash on Broadway
(1991) Super Black Market Clash
(1994)
The Singles est une compilation du groupe The Clash sortie pour la première fois en 1991 et comprenant quasiment tous leurs singles. Une nouvelle édition de 2007 inclura deux nouveaux morceaux à l'édition précédente, This Is England et Groovy Times, pour la rendre complète.

## Titres
- Édition de 1991 :

1. White Riot – 1:57
2. Remote Control – 2:58
3. Complete Control – 3:11
4. Clash City Rockers – 3:46
5. (White Man) In Hammersmith Palais – 3:58
6. Tommy Gun – 3:13
7. English Civil War – 2:34
8. I Fought the Law (Sonny Curtis) – 2:38
9. London Calling – 3:17
10. Train in Vain – 3:06
11. Bankrobber – 4:32
12. The Call Up – 5:21
13. Hitsville UK – 4:19
14. The Magnificent Seven – 4:26
15. This Is Radio Clash – 4:08
16. Know Your Rights – 3:35
17. Rock the Casbah – 3:35
18. Should I Stay or Should I Go – 3:08

- Édition de 2007 :

1. London Calling – 3:21
2. Rock the Casbah – 3:42
3. Should I Stay or Should I Go – 3:07
4. I Fought the Law (Sonny Curtis) – 2:40
5. (White Man) In Hammersmith Palais – 4:01
6. The Magnificent Seven – 3:39
7. Bankrobber – 4:34
8. The Call Up – 5:26
9. Complete Control – 3:14
10. White Riot – 1:58
11. Remote Control – 3:01
12. Tommy Gun – 3:16
13. Clash City Rockers – 3:49
14. English Civil War – 2:37
15. Hitsville UK – 4:23
16. Know Your Rights – 3:41
17. This Is England - 3:36
18. This Is Radio Clash – 4:11
19. Train in Vain – 3:10
20. Groovy Times - 3:30